# 福岡県国民健康保険団体連合会
福岡県国民健康保険団体連合会（ふくおかけんこくみんけんこうほけんだんたいれんごうかい）は、国民健康保険法第83条の規定に基づいて福岡県の国民健康保険を取り扱う自治体と国民健康保険組合によって設立されている国民健康保険団体連合会である。

## 沿革
- 1941年4月 -「福岡県国民健康保険組合連合会」設立[1]
- 1949年6月 –「福岡県国民健康保険団体連合会」に改称

## 加入団体
自治体
- 福岡市
- 北九州市
- 久留米市
- 大牟田市
- 直方市
- 飯塚市
- 田川市
- 柳川市
- 八女市
- 筑後市
- 大川市
- 行橋市
- 豊前市
- 中間市
- 小郡市
- 筑紫野市
- 春日市
- 大野城市
- 宗像市
- 古賀市
- 福津市
- うきは市
- 宮若市
- 朝倉市
- 嘉麻市
- みやま市
- 糸島市
- 那珂川市
- 宇美町
- 篠栗町
- 志免町
- 須恵町
- 新宮町
- 久山町
- 粕屋町
- 芦屋町
- 水巻町
- 岡垣町
- 遠賀町
- 小竹町
- 鞍手町
- 桂川町
- 筑前町
- 東峰村
- 大刀洗町
- 大木町
- 広川町
- 香春町
- 添田町
- 糸田町
- 川崎町
- 大任町
- 赤村
- 福智町
- 苅田町
- みやこ町
- 吉富町
- 上毛町
- 築上町

国民健康保険組合
- 福岡県医師国民健康保険組合
- 福岡県歯科医師国民健康保険組合
- 福岡県薬剤師国民健康保険組合
- 福岡県建設組合
- 福岡県板金工業組合